# Квирчиладзе, Александра Исаковна
Александра Исаковна Квирчиладзе (1918 год, Озургети, Гурийский уезд, Кутаисская губерния, Грузинская демократическая республика — неизвестно, Озургети, Грузинская ССР) — звеньевая колхоза имени Махарадзе Махарадзевского района, Грузинская ССР. Герой Социалистического Труда (1951).

## Биография
В послевоенные годы — звеньевая чаеводов в колхозе имени Махарадзе Махарадзевского района. За выдающиеся трудовые достижения по итогам работы в 1948 году награждена Орденом Ленина.
В 1950 году звено под её руководством собрало в среднем с каждого гектара по 9097 килограмма сортового зелёного чайного листа на участке площадью два гектара. Указом Президиума Верховного Совета СССР от 1 сентября 1951 года удостоена звания Героя Социалистического Труда за «получение в 1950 году высоких урожаев сортового зелёного чайного листа и винограда» с вручением ордена Ленина и золотой медали «Серп и Молот» (№ 6145).
Этим же Указом званием Героя Социалистического Труда была награждена труженица её звена Елена Ивановна Квачадзе.
После выхода на пенсию проживала в Озургети. С 1969 года — персональный пенсионер союзного значения. Дата смерти не установлена.
Награды
- Герой Социалистического Труда
- Орден Ленина — дважды (29.08.1949; 1951)